# Jean-Michel Ribes
Jean-Michel Ribes (Parigi, 15 dicembre 1946) è un attore, regista e drammaturgo francese.

## Biografia
Figlio di Pierre Ribes e Jeanne Bernadet, originaria dell'Argentina, che gli ha fatto scoprire il teatro all'età di cinque anni. Dopo la separazione dei genitori sua madre si risposa con il pittore Jean Cortot che gli fa conoscere «gli scrittori e gli artisti più divertenti degli anni 1950-60: Tardieu, Queneau e Miró». All'età di dodici anni un amico della madre lo coinvolge in una recita teatrale e suo padre, di mentalità borghese, lo iscrive in un «sinistro collegio all'inglese», l'istituto Le Montcel a Jouy-en-Josas.
Nel 1966 fonda la compagnia del Pallium con il pittore Gérard Garouste e l'attore Philippe Khorsand. Il suo primo testo teatrale, Les Fraises musclées, risale al 1970. In quel periodo frequenta Roland Topor, Jérôme Savary, Fernando Arrabal, Copi. Alla sua compagnia si aggiungono attori come Andréa Ferréol, Roland Blanche, Gérard Darmon, Tonie Marshall, Jean-Pierre Bacri, Daniel Prévost, Roland Giraud, Michel Elias e altri. Porta in scena opere di autori contemporanei: Sam Shepard, Copi, Topor, Jean-Claude Grumberg, Arrabal, ecc. Nel 1974, e sino al 1988, costituisce una nuova Compagnia con Michel Berto.
Negli anni 1980 con Topor, Jean-Marie Gourio, François Rollin e Gébé realizza Merci Bernard per FR3 (1982-1984) e Palace per Canal+ (1988-1989), due serie TV caratterizzate dall'umorismo graffiante.
Nel 1995 riceve con Jean-Marie Gourio riceve il Grand Prix de l’humour noir per lo spettacolo Brèves de comptoir . Dal 1992 al 2002 promuove la manifestazione Texte nu al Festival d'Avignone, dedicato alla promozione della scrittura drammaturgica contemporanea.
Nel 2000 duecento drammaturghi fondano l'associazione Écrivains associés du théâtre, nominando presidente Jean-Michel Ribes. Nel 2001 riceve il premio Plaisir du théâtre per il complesso della sua opera e nel 2002 il Prix du Théâtre dell'Académie française. Nel 2003 è presidente di giuria del Très Court International Film Festival.
Nel novembre 2001 la ministra della cultura Catherine Tasca e il sindaco di Parigi Bertrand Delanoë lo nominano direttore del Théâtre du Rond-Point di Parigi. Nel 2002 riceve il Premio Molière per il miglior testo comico con Théâtre sans animaux e come miglior autore.
Nell'agosto del 2008, presiede la giuria del 1º Festival du film francophone d'Angoulême (FFA).
Il 6 giugno 2011 riceve il Grand prix della Société des auteurs et compositeurs dramatiques (SACD).

### Théâtre du Rond-Point

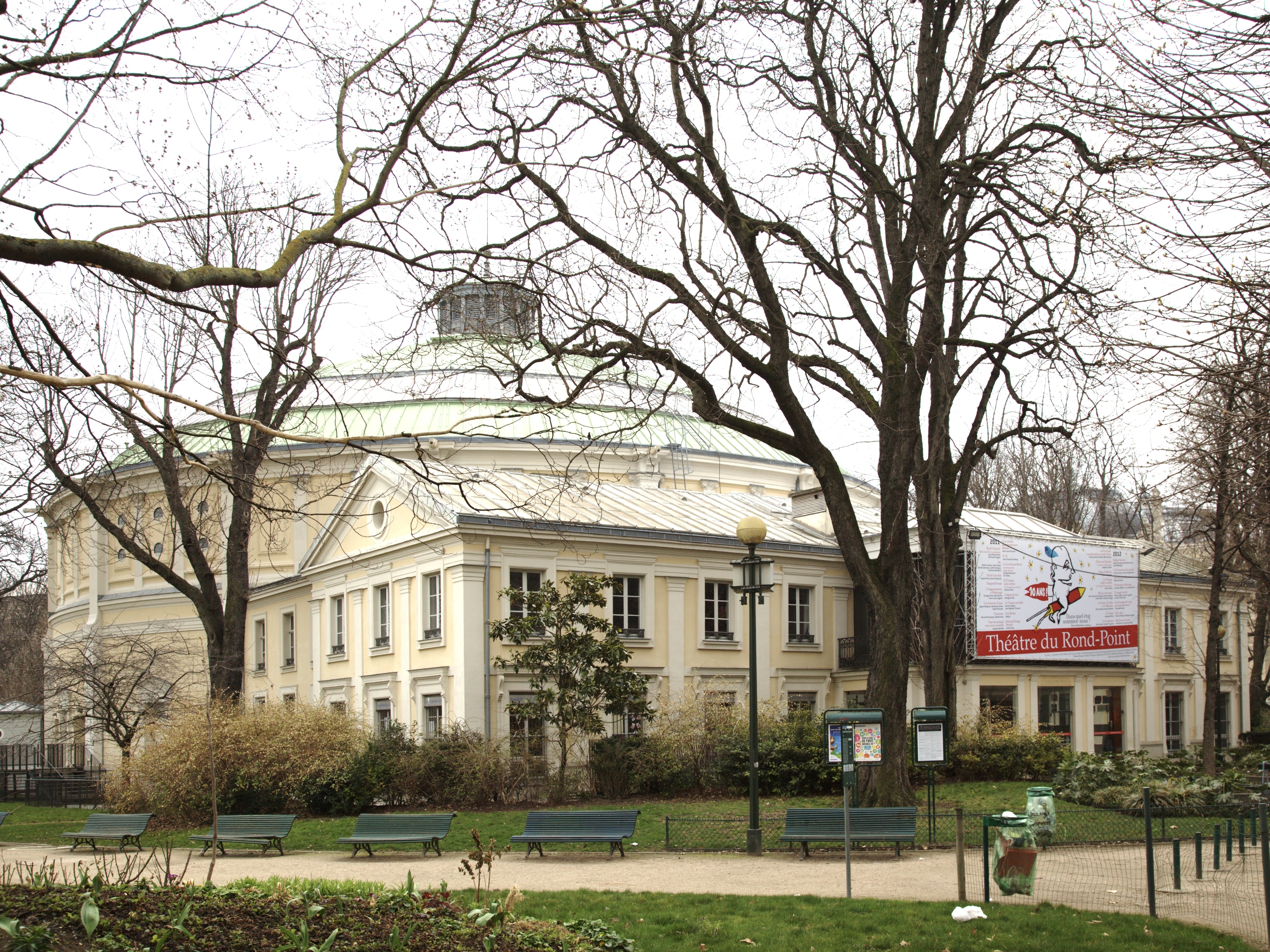
Il Théâtre du Rond-Point dagli Champs-Élysées (2012)

Direttore del Théâtre du Rond-Point dal 1º gennaio 2002 e confermato sino al 31 dicembre 2022, Jean-Michel Ribes decise di trasformarlo in una casa della creatività, destinato alla drammaturgia contemporanea. Gli interni del teatro sono stati realizzati da Patrick Dutertre e i costumi del personale e degli spettacoli sono stati disegnati da Juliette Chanaud. Una nuova libreria è stata allestita in collaborazione con Éditions Actes Sud e il ristorante completamente ristrutturato. In collaborazione con Copat, società specializzata nella produzione di audiovisivi teatrali, molti spettacoli vengono filmati e trasmessi sui canali televisivi Arte, France 2, TV5 Monde, e successivamente tutti pubblicati su DVD (collezione COPAT Rond Point). Il Théâtre du Rond-Point è composto da tre spazi: la sala Renaud-Barrault, da 746 posti; la sala piccola o sala Jean Tardieu da 176 posti e la sala Roland Topor da 86 posti, una soffitta destinata agli spettacoli più intimistici.
Il Théâtre du Rond-Point è sovvenzionato in parti uguali dal Ministero della Cultura e dalla Città di Parigi. Nel 2014 ha ricevuto sovvenzioni per quasi 4 milioni di euro, inclusa una sovvenzione di funzionamento di 1 960 000 euro al netto delle tasse dal municipali. Segnalato dai consiglieri appartenenti alla destra, Jean-Michel Ribes ricorda che il bilancio annuale della società pubblica che gestisce il teatro è comunque costituito per il 64% da entrate dirette (incluso il 48% di biglietti e contributi artistici).
Dopo le chiusure dovute alla pandemia di COVID-19, con la ripresa dell'attività, Jean-Michel Ribes vuole precisare che nei venti anni della sua gestione il Théâtre du Rond-Point ha ospitato 650 spettacoli per 13 500 repliche, con la presenza di 4 milioni di spettatori e un tasso di affluenza del 74%.

### Posizioni politiche
Nel 2011 ha sostenuto attivamente François Hollande nelle primarie socialiste. Durante la presidenza Hollande, Ribes viene descritto come abituale frequentatore dell'Eliseo.
Nel dicembre del 2011 Ribes è stato oggetto di contestazioni per aver ospitato lo spettacolo Golgota Picnic di Rodrigo García, giudicato «cristianofobo e blasfemo». Successivamente, il 13 marzo 2012, a Nancy, è stato aggredito da due estremisti cattolici.

### Vita privata
A 25 anni ha sposato l'attrice Laurence Vincendon da cui ha divorziato negli anni 1970. Nel 1984 conosce Sydney, che sposerà e da cui avrà sua figlia Alixe.

## Filmografia

### Cinema

#### Attore
- L'incredibile storia di Martha Dubois (Opération Macédoine), regia di Jacques Scandelari (1971)
- Tre canaglie e un piedipiatti (Laisse aller... c'est une valse!), regia di Georges Lautner (1971)
- Avoir vingt ans dans les Aurès, regia di René Vautier (1972)
- La pendolare (Elle court, elle court la banlieue), regia di Gérard Pirès (1973)
- George qui?, regia di Michèle Rosier (1973)
- 92 minuti in un'altra città (92 minutter af i går), regia di Carsten Brandt (1978)
- Le Mors aux dents, regia di Laurent Heynemann (1979)
- Collections privées, episodio L'île aux sirènes, regia di Just Jaeckin (1979)
- La banchiera (La banquière), regia di Francis Girod (1980)
- Le rat, regia di Élisabeth Huppert – cortometraggio (1981)
- Ma femme s'appelle reviens, regia di Patrice Leconte (1982)
- Il grande fratello (Le grand frère), regia di Francis Girod (1982)
- Circulez y'a rien à voir, regia di Patrice Leconte (1983)
- Signé Charlotte, regia di Caroline Huppert (1985)
- La Galette du roi, regia di Jean-Michel Ribes (1986)
- Lacenaire, regia di Francis Girod (1990)
- Un pesce color rosa (The Favour, the Watch and the Very Big Fish), regia di Ben Lewin (1991)
- Valkanizater, regia di Sotíris Gorítsas (1997)
- La Jeune Fille et les Loups, regia di est Gilles Legrand (2008)
- Musée haut, musée bas, regia di Jean-Michel Ribes (2008)
- Gli amori folli (Les herbes folles), regia di Alain Resnais (2009)
- Brèves de comptoir, regia di Jean-Michel Ribes (2009)

#### Sceneggiatore
- Amore alla francese (Vous intéressez-vous à la chose?), regia di Jacques Baratier (1974)
- Collections privées, episodio L'île aux sirènes, regia di Just Jaeckin (1979)
- Cuori (Coeurs), regia di Alain Resnais (2006)

#### Regista e sceneggiatore
- Rien ne va plus (1979)
- La Galette du roi, cosceneggiato con Roland Topor (1986)
- Chacun pour toi, cosceneggiato con Philippe Madral (1994)
- Musée haut, musée bas (2008)
- Brèves de comptoir (2014)

## Teatro

### Autore e regista
- Les Fraises musclées, Théâtre La Bruyère di Parigi (1970)
- Il faut que le sycomore coule, Théâtre de Plaisance di Parigi (1971)
- Je suis un steak, Théâtre Pigall's di Parigi (1972)
- Par delà les marronniers, Maison d'Ourscamp di Parigi (1972)
- L'Odyssée pour une tasse de thé, Théâtre de la Ville di Parigi (1974)
- On loge la nuit-café à l'eau, Hôtel de Donon di Parigi (1975)
- Dieu le veut, Festival di Avignone (1975)
- Omphalos Hôtel, Théâtre de Chaillot di Parigi (1975)
- Tout contre un petit bois, Théâtre Récamier di Parigi (1976)
- Jacky Parady, coautore David Rochline, Théâtre de la Ville di Parigi (1977)
- Batailles, coautore Roland Topor, Théâtre de l'Athénée di Parigi (1983), Théâtre du Rond-Point di Parigi (2008)
- Révoltes, coautori Jean Tardieu e Arnold Wesker, Théâtre du Rond-Point di Parigi (1986)
- La Cuisse du steward, Théâtre de la Renaissance di Parigi (1990)
- Monsieur Monde, Teatro dell'Odéon di Parigi (1997)
- Théâtre sans animaux, Théâtre Tristan Bernard di Parigi (2001), Théâtre du Rond-Point di Parigi (2013)
- Musée haut, musée bas, Théâtre du Rond-Point di Parigi (2004)
- René l'énervé, musiche di Reinhardt Wagner, Théâtre du Rond-Point di Parigi (2011)
- Par-delà les marronniers, Théâtre du Rond-Point di Parigi (2016)
- Sulki et Sulku ont des conversations intelligentes, Théâtre du Rond-Point di Parigi (2017)
- Palace sur scène, adattamento della serie TV Palace, Théâtre de Paris (2019)
- J'habite ici, Théâtre du Rond-Point di Parigi (2021)

### Regista
- Chez l'illustre écrivain, di Octave Mirbeau, Théâtre de Plaisance di Parigi (1966)
- Je rêvais peut-être, di Luigi Pirandello, Théâtre de Plaisance di Parigi (1966)
- L'Alchimiste, di Ben Jonson, Théâtre de Plaisance di Parigi (1967)
- Herman est de retour ou le Retour d'Herman, di anonimo del XIX secolo, Théâtre de Plaisance di Parigi (1968)
- Le Lai de Barrabas, di Fernando Arrabal, Théâtre des Champs-Élysées di Parigi (1969)
- L'Ouest, le vrai, di Sam Shepard, coregista Luc Béraud, Théâtre de l'Athénée-Louis-Jouvet di Parigi (1984)
- L'Anniversaire, di Harold Pinter, Théâtre Tristan-Bernard di Parigi (1987)
- Le Pont des soupirs, di Jacques Offenbach, Théâtre de Paris (1987)
- La Cagnotte, di Eugène Labiche, Comédie-Française di Parigi (1988)
- Cirque à deux, di Barry Creyton, Théâtre du Palais-Royal di Parigi (1994)
- Brèves de comptoir, di Jean-Marie Gourio, Théâtre Tristan Bernard di Parigi (1994)
- Les Talons devant, di Patrick Bosso e Jean-Michel Ribes, Pépinière Théâtre di Parigi (1998)
- Rêver peut-être, di Jean-Claude Grumberg, Centre national de création d'Orléans (1998)
- Tedy, di Jean-Louis Bourdon, Théâtre de Poche Montparnasse (1999)
- Les Nouvelles Brèves de comptoir, di Jean-Marie Gourio, Théâtre Fontaine di Parigi (1999)
- Amorphe d'Ottenburg, di Jean-Claude Grumberg, Comédie-Française (2000)
- Jeffrey Bernard est souffrant, di Keith Waterhouse, Théâtre Fontaine di Parigi (2000)
- La Priapée des écrevisses, di Christian Siméon, Pépinière Opéra, Pépinière Théâtre di Parigi (2001)
- L'Enfant do, di Jean-Claude Grumberg, Théâtre Hébertot di Parigi (2002)
- Le Complexe de Thénardier, di José Pliya, Théâtre du Rond-Point di Parigi (2002)
- Guy Bedos, di Guy Bedos, Nicolas Bedos e Gérard Miller, Théâtre national de Nice (2003)
- Le professeur Rollin a encore quelque chose à dire, di François Rollin, Théâtre du Rond-Point di Parigi (2003)
- Le Jardin aux betteraves, di Roland Dubillard, Théâtre du Rond-Point di Parigi (2004)
- Sans ascenseur, di Sébastien Thiéry, Théâtre du Rond-Point di Parigi (2005)
- Dieu est un steward de bonne composition, di Yves Ravey, Théâtre du Rond-Point di Parigi (2005)
- Merci, di Daniel Pennac, Théâtre du Rond-Point di Parigi (2005)
- Collection particulière, di François Morel, Théâtre du Rond-Point di Parigi (2006)
- J'ai tout, di Thierry Illouz, Théâtre du Rond-Point di Parigi (2007)
- La Ferme des concombres, di Patrick Robine, Théâtre du Rond-Point di Parigi (2008)
- Les Diablogues, di Roland Dubillard, Théâtre Marigny di Parigi (2009)
- Un garçon impossible, di Petter S. Rosenlund, Théâtre du Rond-Point di Parigi (2009)
- Les Nouvelles Brèves de comptoir, di Jean-Marie Gourio, Théâtre du Rond-Point di Parigi (2010)
- Kadoc, di Rémi De Vos, Théâtre du Rond-Point di Parigi (2020)